# Viško pokopališče
Viško pokopališče je pokopališče podružnične cerkve sv. Simona in Jude Tadeja, ki stoji na ljubljanskem Viču v neposredni bližini avtocestne obvoznice in železniška proga Ljubljana - Trst, vendar v Četrtni skupnosti Rožnik.

## Zgodovina
Majhno pokopališče podružnične cerkve se je zaradi naraščanja prebivalstva na Viču prvič razširilo leta 1905 ter ponovno že leta 1909.
Leta 1923 so slabo zgrajen in zato razpadajoč zid, ki je obkrožal pokopališče, podrli in zgradili nov zid iz betonskih zidakov. Zaradi vse pogostejših večjih pogrebov se je pojavila potreba po ureditvi pokopališkega predprostora. Zanj je poskrbel arhitekt Janez Valentinčič, ki je leta 1935 po zamisli svojega profesorja, Jožeta Plečnika, izdelal načrt za razširjeno pokopališče z monumentalnim portalom. V načrt je vključil tudi spomenik vojnim žrtvam prve svetovne vojne. 
Pokopališče je bilo ponovno razširjeno po koncu druge svetovne vojne, leta pa 1997 je bila znova urejena mrliška vežica.

## Arhitektura
Na pokopališče, kjer stoji gotska cerkev sv. Simona in Jude Tadeja, vstopimo skozi monumentalni portal, zgrajen po načrtu Janeza Valentinčiča in Jožeta Plečnika. Delo slednjega sta tudi nagrobnik družine Šerko ter grobnica družine Prijatelj, ki je zasnovana kot stebrna lopa.

### Vhodni portal
Monumentalni portal je zgrajen v duhu semperjevskih teorij in oblikovan kot starogrške propileje. Dvanajst osrednjih stebrov in dve mogočni stranski steni nosijo plosko streho z lesenim strešnim ogrodjem. Lesene preklade strešnega ogrodja so okrašene z železnim, ročno oblikovanim okovjem z ornamentom v obliki lipovega lista, zaključki lesenih preklad nad stebri pa so oblikovani v križe. Sedemmetrsko stebrišče razdeljuje kamnita preklada, ki služi kot zaključek železne ograje pod njo. Na prekladi nad glavnim vhodom stoji križ z napisom: "Jaz sem vstajenje in življenje.".